# Sipolu Polu
Sipolu Polu is een bestuurslaag in het regentschap Mandailing Natal van de provincie Noord-Sumatra, Indonesië. Sipolu Polu telt 7716 inwoners (volkstelling 2010).